# Alaguir
Alaguir (en osetio y en ruso Алагир - Alaguir), es un ciudad industrial y la capital administrativa del Distrito de Alaguir, en la República de Osetia del Norte - Alania, en Rusia, situada en el margen occidental del río Ardón, a 54 kilómetros al oeste de la capital de la república, Vladikavkaz. Tiene una población según el censo de 1989 de 21132, y de 21495 en el censo de 2002.

## Historia
El pueblo fue fundado en 1850 por el príncipe Mijaíl Vorontsov, Naméstnik del Cáucaso, cerca de una antigua mina de plata y plomo, en las inmediaciones de la Garganta de Alaguir. Fue construida como asentamiento fortificado alrededor de una fundición, y se convirtió en un gran centro minero. Alcanzó el estatus de pueblo en 1938. La economía de Alaguir aún está dominada por la minería y la extracción de mineral, pero también hay una significativa industria maderera, enlatadora e industria manufacturera.

## Grupos étnicos
Los mayores grupos étnicos en la población urbana de la ciudad según el censo de 2002, son:
- Osetios (91.07 %)
- Rusos (6.19 %)